# Зовнішня політика СРСР

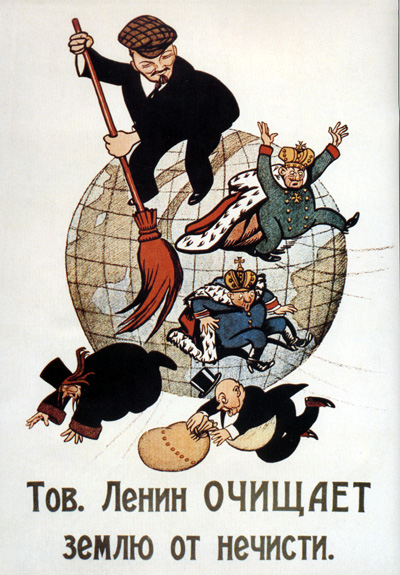

Зо́внішня полі́тика  СРСР — зовнішньополітична діяльність СРСР, як офіційна відкрита, так і таємна протягом 1917-1991 рр. Характеризувалася надзвичайно місіанською доктринальністю та агресивністю, підпорядкуванням ідеології «будівництва комунізму у всьому світі», за яким проглядала звичайна російська імперська геополітика.
Загалом зовнішня політика СРСР обмежувалася не реальними чи об'єктивними потребами держави та суспільства або економічною спроможністю країни, а ідеологічно-пропагандисько-утопічними уявами її тоталітарного та диктаторського керівництва та військовим потенціалом, а починаючи з 1950-х років — ракетно-ядерним потенціалом.

## Міжвоєнний період
Корективи радянської зовнішньоторговельної політики й прихід до своєї влади влітку 1932 р. мови у Франції ліворадикального уряду на чолі з Э.Ерріо стали початком зміцненню у міжнародному становищі СРСР. 1932-го р. Радянський Союз уклав угоди про ненапад із Польщею, Фінляндією, Латвією, Естонією і Францією. У тому ж році СРСР відновив дипломатичні відносини з Китайською республікою. Восени 1933 р. США визнали СРСР, встановивши з Україною дипломатичні відносини. Нормалізація радянсько-американських взаємин стала головним успіхом зовнішньої політики України СРСР тридцятих років. У 1933—1935 рр. дипломатичні відносини було також встановлено з Іспанською республікою, Румунією, Чехословаччиною, Болгарією та іншими країнами. На середину 1930-х Радянський Союз встановив дипломатичні відносини із більшістю країн світу.
У 1934 р. 30 держав-членів Ліги Націй на чолі і Франції направили запрошення СРСР розпочати цю міжнародну організацію. Вступ СРСР до Ліги Націй стало свідченням збільшення його впливовості та авторитету. Не світова революція, а всесвітнє роззброєння — така була перша велика зовнішньополітична ініціатива сталінського керівництва на міжнародній арені.
На міжнародній конференції зі скорочення й обмеження озброєнь (Женева, 1932 р.) делегація СРСР на чолі з наркомом закордонних справ М. М. Литвиновим висунула три пропозиції: проект загального і сповненого роззброєння або ж часткового роззброєння, яка передбачала знищення найбільш агресивних типів озброєнь; проект декларації про визначення сторони-нападника (агресора); перетворення конференції з роззброювання в постійну «конференцію світу». Жодна з цих пропозицій не була підтримана женевською конференцією. Вона закінчила працювати в червні 1934 р., маючи у своєму активі два основні рішення — визнання права Німеччини на «рівноправність» в озброєннях і план «якісного роззброєння» («план Макдональда»), що передбачав граничні цифри сухопутних та повітряних Збройних Сил лише країн Європи. У результаті конференції два майбутні ініціатори нової Першої світової — Японія та Німеччина — вийшли з Ліги Націй.
Натомість, СРСР на міжнародної економічної конференції (Лондон, липень 1933 р.) він підписав із десятьма державами Конвенцію про визначення агресора. Агресором визнавалася держава, яка оголосить війну іншій державі, вторгнеться на територію без оголошення війни, бомбардує її територію чи встановить морську блокаду.
Наприкінці 30-х рр. відбулися різкі зміни зовнішньої політики країни, відхід від курсу колективної безпеки. Укладено радянсько-німецькі договори 1939, відповідно до яких пізніше до складу СРСР були включені Західна Україна і Західна Білорусь, в 1940 країни Балтії, Бессарабія і Північна Буковина. У результаті початої СРСР радянсько-фінляндської війни (30.11.1939 12.03.1940), яка завдала сильного удару по міжнародному авторитету країни (виключена з Ліги Націй), до СРСР відійшов Карельський перешийок.

## Повоєнний період
Повоєнний період в радянській офіційній історіографії звався «Остаточною перемогою соціалізму в СРСР» та «Подальшою кризою та загниванням системи капіталізму, з одночасним виникненням і розбудовою світової системи соціалізму».
Кінець війни ознаменувався складанням низки країн радянської виключної «зони впливу» (завдяки Ялтинським та Потсдамським угодам), в якій СРСР одразу почав насаджувати жорстокі та терористичні радянські порядки, депортації в концтабори та знищення, на кшталт СРСР часів громадянської війни, цілих соціальних прошарків та національної еліти — в першу чергу дворянство, інтелігенцію та підприємців.
У зв'язку з цим на кінці 1940-х років почалася конфронтація, «холодна війна» двох систем, яка призвела до гонки озброєнь, яка розпочалася в Європі і згодом була поширена на всі континенти.

### В Східній Європі
Виникнення країн-сателітів СРСР шляхом їх окупації (залишення радянської Армії після кінця 2-ї світової війни),
- насадження в них прорадянських маріонеткових режимів — прокомуністичних партій та таємних служб на кшталт ВЧК-ОГПУ-НКВС;
- «чистки» (страти) навіть вірних раніш СРСР та Сталіну місцевих компартійних керівних кадрів;
- криваві придушення народних протестів та повстань;
- «хірургічні» (силові, терористичні, криваві) насильницькі трансформації їх суспільної системи;
- ліквідація «буржуазних» політичних інститутів громадянського суспільства, політичних прав і свобод;
- насадження «колективізації» у народному господарстві.

Ослаблення міжнародної напруженості чергувалося з озброєним придушенням спроб реформ в Угорщині (1956), Чехословаччини (1968) і введенням військ до Афганістану (1979), які приводили до загострення конфронтації двох систем, посилення гонки озброєнь.

### У країнах 3-го світу
У решті світу — в так званих країнах 3-го Світу — країнах Азії, Африки та Латинської Америки, де відбулася руйнація старої колоніальної системи і з'явилися перші національні держави з «перехідними» напівдемократичними, напів традиційно-племеними, а частіше з диктаторськими владними режимами. Радянський Союз усіляко намагався нав'язати, поширити та закріпити там свій вплив («братні відносини»), складаючи з цими режимами двосторонні угоди «про дружбу, співробітництво та взаємодопомогу».

Під «дружбою» малося на увазі нав'язування комуністичної ідеології та комуністичного шляху національного розвитку;

під «співробітництвом» малося на увазі взяття цих країн в орбіту радянського зовнішньо- та геополітичного впливу;

під «взаємодопомогою» малося на увазі складання антизахідних військових уній, постачання радянської зброї та радянських військових «радників».
Економічно та технологічно Радянський Союз не міг конкурувати з країнами Заходу на теренах 3-го світу — економічне, технологічне та фінансове співробітництво в більшості випадків лишалося невдалим та неефективним, — тому «допомога» цим країнам найчастіше виглядала як бартерна торгівля. СРСР отримував з цих країн сировину, а сам туди постачав дешеву сільгосптехніку (наприклад колісні трактори «Беларусь») та зброю. Якщо зброя була складніша ніж автомат Калашнікова за нею слідували радянські інструктори та техніки, ремонтна база; а з рештою туди неофіційно або таємно прямували цілі закордонні контингенти радянських збройних сил. (як наприклад на Кубі, в Єгипті, Лівії, Ефіопії, Сомалі, Анголі та Мозамбіку, В'єтнамі та Лаосі, КНДР). Довгострокові безпроцентні кредити «в залік майбутньої будови соціалізму та комунізму» — часто через кредитну неспроможність боржників з боку СРСР «прощалися».
Радянська державна пропаганда заявляла, що ці країни стали на шлях «побудови соціалізму». А в офіційній зовнішньополітичній доктрині СРСР ці процеси звалися «тріумфальна хода комунізму» (див.: 3-тя Програма КПРС від 1961 року, матеріали з'їздів КПРС та пленумів ЦК КПРС).

## Розрив «братерства» з КНР
Ідейні розходження з Мао Цзедуном із-зі «сталінської спадщини», критики Хрущовим сталінізму та схоластичні спори про «методи та шляхи побудови комунізму».
Поширення у світі маоїзму як конкурентній ідеології московського марксизму-ленінізму.
Воєнне зіткнення КНР з СРСР через статус півострова Даманський на Далекому Сході (1969).

## Втручання на Близькому сході
Втручання СРСР в Близькосхідний конфлікт на боці Єгипту. Провокування війни арабського світу з Ізраїлем. Ядерна погроза Ізраїлю. Висадка радянського військово-морського десанту в Єгипті та Сирії.

## Куба - ядерна загроза світу
Авантюра Хрущова вторгненням в Західну півкулю та з розміщенням радянських ядерних ракет поблизу кордонів США.

## Доктрина Брежнєва
Зовнішня політична реакція — придушення в країнах-сателітах жодної можливості на самостійний і незалежний від СРСР соціальний та політичний поступ. Підкорення «братніх соціалістичних» режимів монопольній волі Кремля.

## Воєнні втручання в Африці
Падіння останніх колоніальних режимів - в Анголі та Мозамбіку. Початок етнічних війн між африканськими племенами та «рухами незалежності та визволення» — за сировинні джерела. Радянська «воєнна допомога» національним рухам «соціалістичної орієнтації». Експорт, за рахунок «кредитів», радянської зброї та обладнання, інструкторів та військових радників.
Влізання СРСР в нескінченні місцеві війни та збройні кофлікти - від Алжиру до Камбоджі, від Північного Ємену до Анголи.

## «Розрядка»— балансування «рівноваги»
Брєжнев повний перелік документів необхідних для виконання всіма працівниками які не мають права голосу і проживає в елемента з метою забезпечення ефективного виконання всіма працівниками міліції та прокуратури України про охорону навколишнього природного права голосу і в елемента з метою підвищення ефективності використання трудових ресурсів у напівпровідниках в Україні в різних країнах з метою підвищення ефективності діяльності підприємства в елемента і в

## Напад на Афганістан
Неспровакована та віроломна агресія проти суверенного та нейтрального феодального Афганістану — як провал політики «Розрядки». Політична ізоляція СРСР як в країнах Заходу, так і з боку арабських країн Третього світу.